# Liste der Monuments historiques in Pleugueneuc
Die Liste der Monuments historiques in Pleugueneuc führt die Monuments historiques in der französischen Gemeinde Pleugueneuc auf.

## Liste der Bauwerke
| Bezeichnung               | Beschreibung | Standort | Kennzeichnung | Schutzstatus | Datum | Bild           |
| ------------------------- | ------------ | -------- | ------------- | ------------ | ----- | -------------- |
| Château de la Bourbansais | Schloss      | (Lage)   | PA00090656    | Classé       | 1959  | weitere Bilder |

## Liste der Objekte
- Monuments historiques (Objekte) in Pleugueneuc in der Base Palissy des französischen Kultusministeriums